# Ilse Oel
Ilse Oel (* 28. Mai 1932 in Dortmund; † 21. Juni 2004 in Letmathe) war eine deutsche Politikerin und Landtagsabgeordnete (CDU).

## Leben und Beruf

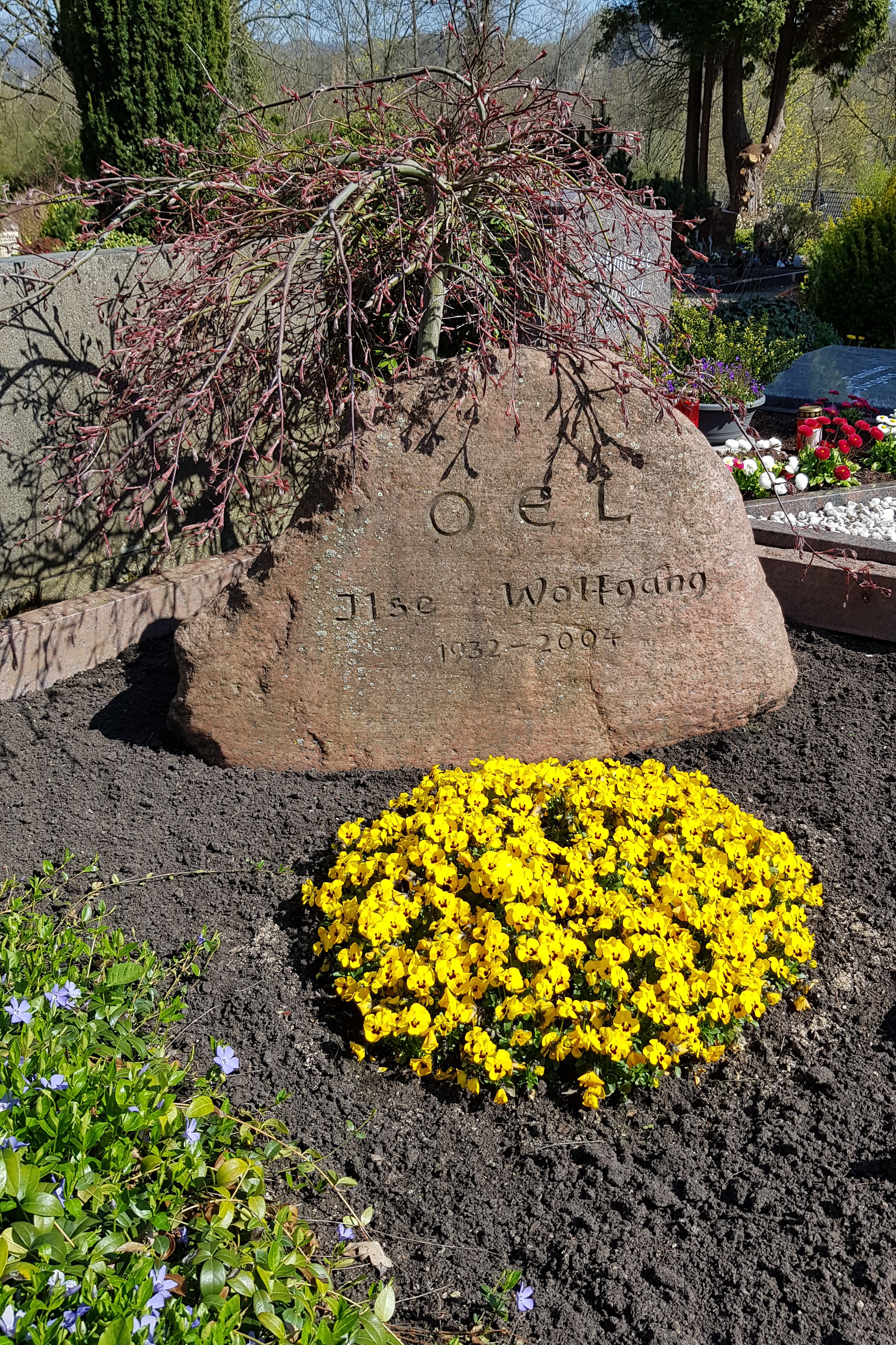
Grabstätte auf dem alten katholischen Friedhof Letmathe

Nach dem Besuch der Volksschule und des Gymnasiums mit dem Abschluss des Abiturs war sie zunächst Angestellte bei der Deutschen Bundespost. Anschließend absolvierte sie ein Lehramtsstudium an der Pädagogischen Hochschule in Dortmund und legte 1956 die erste und 1952 die zweite Staatsprüfung ab. Sie war dann im Schuldienst tätig.
Mitglied der CDU wurde Oel im Jahre 1972. Sie war in zahlreichen Gremien der CDU vertreten und engagierte sich insbesondere in der Europäischen Frauenunion. Sie war auch stellvertretende Landesvorsitzende der CDU-Frauen in Westfalen/Lippe. Oel war Trägerin des Bundesverdienstkreuzes am Bande.

## Abgeordnete
Vom 30. Mai 1985 bis zum 30. Mai 1990 war Oel Mitglied des Landtags des Landes Nordrhein-Westfalen. Sie wurde über die Landesliste ihrer Partei gewählt.
Dem Kreistag des Märkischen Kreises gehörte sie ab 1979 bis zu ihrem Tod an. Sie war zeitweise Mitglied der Landschaftsversammlung des Landschaftsverbandes Westfalen-Lippe.